# Acacia boliviana
Acacia boliviana (aromo, nombre común compartido con varias otras especies) es un pequeño árbol o arbusto nativo de Sudamérica de la familia de las leguminosas (Fabaceae). Se distribuye en Argentina (provincias de Jujuy y de Salta) y en Bolivia, de donde toma el nombre la especie. Ocupa hábitats entre 0-2000 m s. n. m.

## Descripción
Inerme, de 4 m de altura. Ramas glabras o hirsutas. Estípulas caducas, subuladas, 7 mm de largo. hojas con pecíolo 2- 5 cm de largo, glandulares; raquis de 10 a 20 cm de  largo; pinnadas con 9-25 pares; pinnulas mayormente con 30-60 pares por pinna, lineales, 4–7 mm de largo, glabras excepto en los márgenes ciliados. Inflorescencias subglobosas, en pedúnculos axilares, racemosas o agregadas en panículas irregulares terminales. Flores pediceladas, blancuzcas. Cáliz mucho más corto que corola, lobulada, glabra o basalmente pubescente. Chauchas o vainas de 4–9 cm de largo, 7–15 mm de ancho, rojizas pardas. Semillas obovoides,  4 mm de largo y 3,5 mm de ancho, pálidas verdes y moteadas de pardo; areola distintiva.

## Taxonomía
Acacia boliviana fue descrita por Henry Hurd Rusby y publicado en Bulletin of the New York Botanical Garden 4(14): 348–349. 1907.
Etimología
Ver: Acacia: Etimología
boliviana: epíteto geográfico que alude a su localización en Bolivia.